# Benjamin Diskin
Benjamin Diskin (Los Angeles, 25 agosto 1982) è un attore e doppiatore statunitense.

## Biografia
Oltre ad aver doppiato vari personaggi in serie animate quali Nome in codice: Kommando Nuovi Diavoli e Naruto, la sua voce è presente in numerosi videogiochi, tra cui la saga Kingdom Hearts (in cui è il Giovane Xehanort), Mega Man 11 dove presta la voce dell'omonimo protagonista, Fire Emblem: Three Houses, in cui doppia Caspar e Lorenz, e la serie animata anime Pacific Rim - La zona oscura nel doppiaggio del Kaiju Boy.